# Cellaria atlantida
Cellaria atlantida är en mossdjursart som beskrevs av Cook 1967. Cellaria atlantida ingår i släktet Cellaria och familjen Cellariidae. Inga underarter finns listade i Catalogue of Life.